# Michael Morhaime
Michael « Mike » Morhaime est le cofondateur et ex-Président de Blizzard Entertainment, une société de développement de jeu vidéo basée à Irvine en Californie et fondée en 1991 sous le nom de Silicon & Synapse,.
En 2008, Morhaime a reçu le Technology & Engineering Emmy décerné par la  National Academy of Television Arts and Sciences pour son travail sur World of Warcraft.  Il a également reçu l’Interactive Achievement Awards décerné par l'Academy of Interactive Arts and Sciences. Avec Don Daglow du studio Stormfront Studios et John Carmack d’id Software, Morhaime est l’un des trois seuls développeurs à avoir obtenu ces deux récompenses.